# Fresselines
Fresselines là một commune in the Creuse département of the Nouvelle-Aquitaine region of central Pháp.

## Dân số
| Năm | 1962 | 1968 | 1975 | 1982 | 1990 | 1999 |
| --- | ---- | ---- | ---- | ---- | ---- | ---- |
| Dân số | 1057 | 1123 | 983  | 846  | 735  | 671  |
| From the year 1962 on: No double counting—residents of multiple communes (e.g. students and military personnel) are counted only once. |      |      |      |      |      |      |